# Atwell Peak
Atwell Peak är en bergstopp i Kanada.   Den ligger i provinsen British Columbia, i den sydvästra delen av landet, 3 500 km väster om huvudstaden Ottawa. Toppen på Atwell Peak är 2 655 meter över havet, eller 862 meter över den omgivande terrängen. Bredden vid basen är 8,6 km.
Terrängen runt Atwell Peak är varierad.Närmaste större samhälle är Squamish, 18,9 km sydväst om Atwell Peak. 
I omgivningarna runt Atwell Peak växer i huvudsak barrskog. Trakten runt Atwell Peak är nära nog obefolkad, med mindre än två invånare per kvadratkilometer.